# Mortal Kombat: Defenders of the Realm
Đây là một bộ phim hoạt hình của New Line Home Video đồng hợp tác với hãng đã phát hành ấn phẩm là Threshold Entertainment ăn theo các ấn phẩm đời Mortal Kombat 3 rất hay, nó được thiết kế theo khuôn mẫu của bộ truyện tranh Mortal Kombat Tournament từ trước đó và đạt đủ chất như một bộ phim truyền hình trên kênh TV là USA Network's Action Extreme Team rất ấn tượng với hơn 13 tập (1 tập - 20 phút chiếu) được công chiếu từ năm 1997 cùng thời điểm với bộ game Mortal Kombat 4 nhằm giải quyết cho những người hâm mộ một cốt truyện sâu sắc giữa hồi thứ ba như thế nào trong cuộc chiến chống lại hoàng đế Shao Kahn xâm lược Nhân Gian. Mortal Kombat: Defenders of the Realm được vẽ bằng tay theo những kiểu vẽ nguyên thủy nhất từng được làm như những bộ phim hoạt hình trong những năm 1997, đây có thể được coi là một trong những thành công nhất định về mặt phương diện làm phim khi bằng những nét vẽ đơn giản, những người vẽ đã thể hiện hầu như một cốt truyện hoàn hảo như một thước phim đang để xem mặc dù các nhân vật có hơi thiết kế không chi tiết như những bộ phim hoạt hình bây giờ. Nhưng dù sao khép lại sự nhìn nhận, đây là một trong những ấn phẩm đáng để xem.
Trước hết nội dung câu truyện này được bắt nguồn từ sau khi hoàng đế Shao Kahn tiến hành cuộc xâm lược, do Raiden không đủ sức đương cự lại với cả một lực lượng đông đảo hùng mạnh của các thế giới được Shao Kahn bảo trợ cho nên ông đã lập ra hội những người bảo vệ cường quốc với sự giúp đỡ của các chiến binh anh hùng trong Cuộc Chiến Sinh Tử đầu tiên như Liu Kang, Kitana, Sonya, Nightwolf, Stryker, Sub Zero và cuối cùng là Jax. Tại đây trong suốt cuộc chiến mở màn với giáo phái Lin Kuei, người Shokan bốn tay v.v... và từ đây cốt truyện của Mortal Kombat 3 được bộc lộ và làm sáng tỏ những điều sau:
- Khi hai gã rngười máy Cyrax và Sector tấn công vào cứ địa của Raiden bằng những gã người máy, Sub-Zero xuất hiện và liên thủ với bọn họ và trở thành đồng minh của lẽ phải đứng bên bạn bè của người Nhân Gian bỏ qua việc Liu Kang đã giết người anh trai của mình như thế nào trong hồi Cuộc Chiến Sinh Tử đầu tiên.
- Scorpion trở lại sau khi đã chết dưới Địa Ngục bằng cách hấp thu những linh hồn đã chết ở dưới đó để có thêm nguồn sức mạnh đủ để mở cổng càn khôn, từ đây hắn mò lên Nhân Gian và đi tìm thêm sức mạnh tại núi Tây Tạng bằng cách mở nó ra để triệu hồi những quân đoàn đã chết, quân ta chặn đánh và tống hắn xuống lăng mộ tại đây chôn vùi hắn một lần nữa.
- Chủng tộc bò sát của Reptile tham gia vào cuộc chiến tại Nhân Gian, trong lần này ta biết được sức mạnh của nhân vật Jax Bigg là khá yếu cho nên anh ta đã phải lắp thiết bị máy móc vào đôi tay máy của mình để có thể phát huy sức mạnh của một siêu nhân.
- Gã ninja tên Rain trong phần này được biết dưới cái tên Hoàng Tử xứ người Edenia từ rất lâu và là bạn thân nhất được hứa gả cho Kitana, nhưng sau khi Shao Kahn tiến hành cuộc xâm lược Edenia, anh ta đã chọn đứng theo bè lũ của hoàng đế và bán đứng cả vương quốc khai sinh ra mình.
- Ninja khói Smoke được biết dưới danh nghĩa là người anh em thân nhất của chiến binh Sub Zero, khi cuộc chiến tranh nổ ra người Lin Kuei đã sử dụng những chiến binh mạnh nhất của mình vào công việc biến họ thành người máy trong đó hai gã Cyrax và Sector là được chọn từ đầu tiên trong chương trình biến người thành người máy theo lệnh của hoàng đế Kahn. Giáo chủ của phe Lin Kuei là Oniro lúc này mới phát hiện ra cả Smoke và Sub Zero đều chạy trốn khỏi Lin Kuei khi sự việc này bị bọn họ phát giác và không đồng tình cho chuyên làm phi nhân tính này nên giáo chủ Oniro đã cho người đuổi theo bắt lại, tại đây để giữ chân sự truy đuổi cho người anh em Sub Zero, Smoke đã quyết định hy sinh để cản lại và bị bắt để rồi anh trở thành người máy Smoke. Về sau đứng giữa hai chiến tuyến thiện và ác, Smoke mãi mãi phải lựa chọn sự tuân lệnh cho đến ngày nay.
- Nhân vật Kano do Sonya giết trong Cuộc Chiến Sinh Tử đầu tiên vẫn chưa chết, hắn ta sống là do đã lắp những thiết bị chíp máy móc trên người nên khi cô ta ra đòn sát thủ khiến hắn tử vong thì các con chíp mạch này tái kích hoạt trở lại. Từ đây sau khi sống lại hắn cảnh báo với Sonya rằng hắn sẽ theo cô suốt cuộc đời trong suốt cuộc chiến trả thù của hắn.
- Sonya Blade là chỉ huy trưởng của nhóm Lực lượng Đặc Biệt, lúc trước do thấy mình quan trong nhất đội nên cô ta tỏ ra cho mình là người kiêu căng và thích xông xáo hành động theo ý thích. Về sau khi thấy những đồng đội xả thân hy sinh vì cô nên quan niệm của Sonya thay đổi rồi trở thành chiến binh đứng cùng nhau để chiến đấu không phân biệt cao thấp.
- Bí mật của gã Quan Chi trong phần này chính là tạo nên sức mạnh cho mình từ sự độc ác và ghen tị của hàng ngũ chiến binh Nhân Gian, nếu như các chiến binh có nhưng thứ đó trên người mà không san xẻ cho nhau niềm yêu thương và sự tin cậy, rốt cuộc họ sẽ phải thua trong Cuộc Chiên Sinh Tử này. May thay nhờ sự dẫn dắt của Raiden, các chiến binh Nhân Gian lại mang một trái tim thuần khiết có thể đánh tan ma thuật xấu xa của Quan Chi, từ đấy hắn ta đổi chiến thuật về việc đi tìm cho mình thêm nguồn sức mạnh hắc ám mới mà không sử dụng những ma thuật kia nữa.
- Khi gã phù thủy Shang Tsung bị giết ở hồi đầu tiên do Liu Kang đánh bại. Shao Kahn đã phái người đi tìm lại hài cốt chết khô của hắn và nhấp cho nó những giọt máu để Shang Tsung được hồi sinh lại dạng bản thể cũ đẻ tiếp tục những mưu đồ mới trong cuộc chiến lần này.
- Gã chiến binh Kabal được biết dưới danh nghĩa là người được lựa chọn trong cuộc chiến chống lại Shao Kahn, do sự hành động đơn lẻ của mình nên anh ta đã phải trả giá khi bị quân đoàn của Shao Kahn chém nát khuôn mặt, từ sau vụ đó anh đứng vào hàng ngũ của Hắc Long Bang của Kano đẻ che giấu thân phận. Về sau khi cứu Sony Blade trong một cuộc tập kích, Kabal trở thành đồng minh của chiến binh Nhân Gian trong việc chống lại Kano và Shao Kahn
- Kitana phát động lòng thù hận giữa ba chủng tộc người Shokan bốn tay, chủng tộc người linh dương và bè lũ Tarkata của các Baraka. Trong cuộc chiến cuối cùng sau khi đánh gần bại Shao Kahn, lòng thù hận của ba phe dâng trào. Họ lao vào đánh nhau và bỏ đi tình đồng minh trong việc phục vụ Shao Kahn lúc trước đó, quân ta nghiễm nhiên giành chiến thắng trong việc bảo vệ thành công Nhân Gian và đóng kết thúc hồi thứ ba này lại một cách tốt đẹp.
- Shang Tsung và Shao Kahn đã bỏ trốn khi cuộc chiến vượt qua ngoài tầm kiểm soát trong cuộc xâm lược tại Trung Gian nhờ những cường quốc hùng mạnh khác. Từ đây trở về sau cả hai người này không đả động đến chuyện trở thành đồng minh nữa và bắt đầu kỷ nguyên của một cuộc chiến mới.

## Nhân vật
- Luke Perry (lồng tiếng Sub-Zero)
- Clancy Brown (lồng tiếng Raiden)
- Ron Perlman (lồng tiếng Kurtis Stryker)
- Olivia d'Abo (lồng tiếng Sonya Blade)
- Dorian Harewood (lồng tiếng Jax)
- Cree Summer (lồng tiếng Princess Kitana)
- Todd Thawley (lồng tiếng Nightwolf)
- Brian Tochi (lồng tiếng Liu Kang)